# Firaxis Games電子遊戲列表
Firaxis Games是美國電子遊戲開發公司，總部設於馬里蘭州斯帕克斯。1996年，MicroProse的聯合創始人席德·梅爾以及另外兩位遊戲設計師傑夫·布里格斯和布萊恩·雷諾茲離職，後來三人共同成立Firaxis Software。公司於1997年7月更名為Firaxis Games，當時它仍未開發任何遊戲。在接下來的九年，公司製作了七款適用於Windows平台的遊戲，並透過多家發行商出版。這些遊戲的官方名稱均都帶有前綴「席德·梅爾的」。公司在1997年經藝電發行戰爭遊戲《北與南蓋茲堡戰役》，並在商業上取得極大成功。接著，公司又延續梅爾在MicroProse時負責的4X即時戰略遊戲系列，先後開發了三部文明系列作品，並視其為公司的旗艦遊戲系列。2004年11月，Take-Two Interactive從當時的版權持有者英寶格手上購得該系列的發行權。2005年11月，Take-Two Interactive在《文明IV》發售後收購了Firaxis Games。此後，公司便成為了遊戲品牌2K Games的一部分，並透過它獨家發行遊戲。
自2005年起，Firaxis Games開發了九款與文明系列相關的4X作品。其餘六部作品包括兩款XCOM系列的回合制戰略遊戲、一款鐵路業模擬經營遊戲、兩款適用於流動電話的戰術遊戲、一款同樣適用於流動電話的即時戰略遊戲。布里格斯和雷諾茲相繼離職，使梅爾成為唯一留在公司的創始人，他同時擔任創意總監一職。自公司成立以來，它已經製作了23款遊戲，其中12款屬於文明系列。公司的最新作是2020年發售的《XCOM 混血戰隊》。

## 遊戲
| 作品                                           | |
| ---------------------------------------------- | --- |
| 北與南蓋茲堡戰役首发日期： 1997年10月16日      | 各平台发行年份： 1997年：Windows |
| 北與南蓋茲堡戰役首发日期： 1997年10月16日      | 备注： - 即時戰爭遊戲 - 藝電發行 - 收錄在2000年發售的《席德·梅爾的內戰珍藏版》內 |
| 半人馬座阿爾法星首发日期： 1999年2月12日       | 各平台发行年份： 1999年：Windows 2000年：Mac OS、Linux |
| 半人馬座阿爾法星首发日期： 1999年2月12日       | 备注： - 4X即時戰略遊戲 - 藝電發行 - 文明系列的精神續作 - 同樣由Firaxis Games開發的資料片《異星人交叉火力》於1999年經藝電發行 - 主遊戲和資料片均收錄在2000年發行的《半人馬座阿爾法星行星包》及2003年發行的《筆記本電腦合輯》內 |
| 北與南安提頓戰役首发日期： 1999年12月10日      | 各平台发行年份： 1999年：Windows |
| 北與南安提頓戰役首发日期： 1999年12月10日      | 备注： - 即時戰爭遊戲 - Firaxis Games和BreakAway Games共同開發，藝電發行 - 收錄在2000年發售的《席德·梅爾的內戰珍藏版》內 |
| 文明III首发日期： 2001年10月31日               | 各平台发行年份： 2001年：Windows 2002年：Mac OS |
| 文明III首发日期： 2001年10月31日               | 备注： - 4X即時戰略遊戲 - 英寶格發行 - 文明系列作品 - 資料片《帝國爭霸》和《一統天下》均由Firaxis Games開發、英寶格發行，分別於2002年和2003年推出 - 2003年發售的《文明III黃金版》包含主遊戲和資料片《帝國爭霸》；2004年發行的《文明III完全版》則包含主遊戲和兩個資料片 - 收錄在2006年推出的《文明編年史》遊戲合集內                                                                     |
| 模擬高爾夫球場首发日期： 2002年1月24日         | 各平台发行年份： 2002年：Windows |
| 模擬高爾夫球場首发日期： 2002年1月24日         | 备注： - 模擬／體育遊戲 - 藝電發行 - 模擬系列的其中一款作品 |
| 大海盜首发日期： 2004年11月23日                | 各平台发行年份： 2004年：Windows 2005年：Xbox 2007年：PlayStation Portable 2008年：Mac OS 2010年：Wii 2011年：iOS 2012年：Windows Phone |
| 大海盜首发日期： 2004年11月23日                | 备注： - 動作冒險／策略遊戲 - 雅達利發行 - 1987年同名遊戲的重製版 |
| 文明IV首发日期： 2005年10月25日                | 各平台发行年份： 2005年：Windows 2006年：Mac OS |
| 文明IV首发日期： 2005年10月25日                | 备注： - 4X即時戰略遊戲 - 2K Games發行 - 文明系列作品 - 資料片《戰神》和《新世紀爭霸》均由Firaxis Games開發、2K Games發行，分別於2006年和2007年推出 - 2007年發售的《文明IV黃金版》包含主遊戲和資料片《戰神》；2007年發行的《文明IV完全版》則包含主遊戲和兩個資料片 - 2006年推出的《文明編年史》遊戲合集內不包括資料片；2009年出版的《文明IV完全合集》則包含資料片                       |
| 文明城市：羅馬首发日期： 2006年7月25日         | 各平台发行年份： 2006年：Windows |
| 文明城市：羅馬首发日期： 2006年7月25日         | 备注： - 城市建造遊戲 - Firaxis Games和螢火蟲工作室開發、2K Games發行 - 文明系列作品 |
| 鐵路首发日期： 2006年10月17日                  | 各平台发行年份： 2006年：Windows 2012年：Mac OS |
| 鐵路首发日期： 2006年10月17日                  | 备注： - 模擬經營遊戲 - 2K Games發行 - 鐵路大亨系列作品 |
| 文明變革首发日期： 2008年6月6日                | 各平台发行年份： 2008年：PlayStation 3、Xbox 360、Nintendo DS 2009年：iOS 2012年：Windows Phone |
| 文明變革首发日期： 2008年6月6日                | 备注： - 4X即時戰略遊戲 - 2K Games發行 - 文明系列作品 |
| 文明IV殖民霸業首发日期： 2008年9月21日         | 各平台发行年份： 2008年：Windows 2009年：Mac OS |
| 文明IV殖民霸業首发日期： 2008年9月21日         | 备注： - 4X即時戰略遊戲 - 2K Games發行 - 文明系列作品 - 1994年遊戲《殖民帝國》的重製版 - 收錄在2009年出版的《文明IV完全合集》內 |
| 文明V首发日期： 2010年9月21日                  | 各平台发行年份： 2010年：Windows、Mac OS 2014年：Linux |
| 文明V首发日期： 2010年9月21日                  | 备注： - 4X即時戰略遊戲 - 2K Games發行 - 文明系列作品 - 資料片《众神与国王》和《美麗新世界》均由Firaxis Games開發、2K Games發行，分別於2012年和2013年發售；發行商同時推出額外的可下載內容 - 2011年發售的《文明V年度版》包含主遊戲和當時已推出的可下載內容；2013年發行的《文明V黃金版》包含主遊戲、資料片《众神与国王》和所有可下載內容；2014年出版的《文明V完全合集》則包含所有遊戲內容 |
| 文明世界首发日期： 2011年7月7日                | 各平台发行年份： 2011年：Facebook平台 |
| 文明世界首发日期： 2011年7月7日                | 备注： - 大型多人線上即時戰略遊戲 - 2K Games發行 - 文明系列作品 - 發行前曾稱作《文明網絡》 - 2013年5月29日停運 |
| XCOM：未知敵人首发日期： 2012年10月9日         | 各平台发行年份： 2012年：Windows、PlayStation 3、Xbox 360 2013年：Mac OS、iOS 2014年：Android、Linux 2016年：PlayStation Vita |
| XCOM：未知敵人首发日期： 2012年10月9日         | 备注： - 回合制戰略遊戲 - 2K Games發行 - 1994年遊戲《XCOM：地球防衛武力》的重製版 - XCOM系列作品 - 資料片《XCOM：內在敵人》由Firaxis Games開發、2K Games發行，於2013年推出；發行商同時推出額外的可下載內容 - 2016年發售的《XCOM：未知敵人》加強版包含所有遊戲內容 |
| 鬼谷首发日期： 2013年5月2日                    | 各平台发行年份： 2013年：iOS |
| 鬼谷首发日期： 2013年5月2日                    | 备注： - 即時戰略遊戲 - 2K Games發行 |
| 王牌巡邏隊首发日期： 2013年5月9日              | 各平台发行年份： 2013年：Windows、iOS |
| 王牌巡邏隊首发日期： 2013年5月9日              | 备注： - 回合制戰略遊戲 - 2K Games發行 |
| 王牌巡邏隊：太平洋天空首发日期： 2013年11月7日 | 各平台发行年份： 2013年：Windows、iOS |
| 王牌巡邏隊：太平洋天空首发日期： 2013年11月7日 | 备注： - 回合制戰略遊戲 - 2K Games發行 |
| 文明變革2首发日期： 2014年7月2日               | 各平台发行年份： 2014年：Android、iOS 2015年：PlayStation Vita |
| 文明變革2首发日期： 2014年7月2日               | 备注： - 4X即時戰略遊戲 - 2K Games發行 - 文明系列作品 - 本作在PlayStation Vita上推出時以《文明變革2》加強版為名 |
| 文明帝國：超越地球首发日期： 2014年10月24日    | 各平台发行年份： 2014年：Windows、Mac OS、Linux |
| 文明帝國：超越地球首发日期： 2014年10月24日    | 备注： - 4X即時戰略遊戲 - 2K Games發行 - 文明系列作品 - 1999年遊戲《半人馬座阿爾法星》的精神續作 - 資料片《潮起》由Firaxis Games開發、2K Games發行，於2015年推出 |
| 星際戰艦首发日期： 2015年3月12日               | 各平台发行年份： 2015年：Windows、Mac OS、iOS |
| 星際戰艦首发日期： 2015年3月12日               | 备注： - 4X即時戰略遊戲 - 2K Games發行 - 文明系列作品 - 本作能交叉連接至《文明帝國：超越地球》 |
| XCOM 2首发日期： 2016年2月5日                  | 各平台发行年份： 2016年：Windows、Mac OS、Linux、PlayStation 4、Xbox One 2020年：任天堂Switch、iOS 2021年：Android |
| XCOM 2首发日期： 2016年2月5日                  | 备注： - 回合制戰略遊戲 - 2K Games發行 - XCOM系列作品 - 資料片《XCOM 2：天選者之戰》由Firaxis Games開發、2K Games發行，於2017年推出；發行商同時推出額外的可下載內容 - 2020年推出的《XCOM 2 典藏合輯》適用於任天堂Switch、iOS和Android，由Feral Interactive發行，內含資料片和可下載內容                                                                                                  |
| 文明帝國VI首发日期： 2016年10月21日            | 各平台发行年份： 2016年：Windows、Mac OS 2017年：Linux, iOS 2018年：任天堂Switch 2019年：PlayStation 4、Xbox One 2020年：Android |
| 文明帝國VI首发日期： 2016年10月21日            | 备注： - 4X即時戰略遊戲 - 2K Games發行 - 文明系列作品 - 資料片《迭起兴衰》和《風雲變幻》均由Firaxis Games開發、2K Games發行，分別於2018年和2019年發售；發行商同時推出額外的可下載內容 |
| XCOM 混血戰隊首发日期： 2020年4月24日          | 各平台发行年份： 2020年：Windows |
| XCOM 混血戰隊首发日期： 2020年4月24日          | 备注： - 回合制戰略遊戲 - 2K Games發行 - XCOM系列作品 |
| 漫威午夜之子首发日期： 2022年12月2日           | 各平台发行年份： 2022年：Windows、PlayStation 5、Xbox Series X/S 2023年：PlayStation 4、Xbox One |
| 漫威午夜之子首发日期： 2022年12月2日           | 备注： - 回合制戰略遊戲，內容基於漫威宇宙 - 2K Games發行 - 原定推出任天堂Switch版本，但最後遭取消 |

## 外部連結
- Firaxis Games官方網站 （页面存档备份，存于）（英文）